# Avusrennen 1931
Avusrennen 1931 je bila sedemnajsta neprvenstvena dirka v sezoni Velikih nagrad 1931. Odvijala se je 2. avgusta 1931 na nemškem dirkališču AVUS v okolici Berlina. Istega dne sta potekali še dirki Coppa Ciano in Circuit du Dauphiné.

## Rezultati

### Dirka
| Poz | Št | Dirkač                      | Moštvo                    | Dirkalnik          | Krogi | Čas/Odstop |
| --- | -- | --------------------------- | ------------------------- | ------------------ | ----- | ---------- |
| 1   | 11 | Rudolf Caracciola           | Daimler-Benz AG           | Mercedes-Benz SSKL | 15    | 1:35:07,6  |
| 2   | 15 | Heinrich-Joachim von Morgen | German Bugatti Team       | Bugatti T35B       | 15    | + 4:42,3   |
| 3   | 12 | Manfred von Brauchitsch     | Daimler-Benz AG           | Mercedes-Benz SSKL | 15    | + 7:42,6   |
| 4   | 19 | Albert Broschek             | Privatnik                 | Bugatti T35C       | 15    | + 16:24,8  |
| 5   | 20 | László Hartmann             | Privatnik                 | Bugatti T35B       | 15    | + 16:30,6  |
| 6   | 18 | Tivador Zichy               | Privatnik                 | Bugatti T35C       | 15    | + 17:30,2  |
| 7   | 21 | Max Walti                   | Privatnik                 | Bugatti T43        | 14    | +1 krog    |
| Ods | 17 | Ernst Burggaller            | German Bugatti Team       | Bugatti T35B       | 11    | Trčenje    |
| Ods | 13 | Hans Stuck                  | Daimler-Benz AG           | Mercedes-Benz SSKL | 9     | Motor      |
| Ods | 16 | Hermann zu Leiningen        | German Bugatti Team       | Bugatti T35C       | 6     | Motor      |
| Ods | 22 | Ernst Kotte                 | Privatnik                 | Maserati 26M       | 5     | Menjalnik  |
| DNS | 14 | Eugen Winter                | Privatnik                 | Bugatti T35B       |       |            |
| DNS | 23 | Eckert von Kalnein          | Privatnik                 | Mercedes-Benz SSK  |       |            |
| DNS | 24 | Tazio Nuvolari              | Scuderia Ferrari          | Alfa Romeo 8C-2300 |       |            |
| DNS | 25 | Ernesto Maserati            | Officine Alfieri Maserati | Maserati 26M       |       |            |